# 프레드 진네만
앨프리드 지너먼(영어: AlFred Zinnemann, 1907년 4월 29일 ~ 1997년 3월 14일)은 오스트리아 출생 미국의 영화 감독이다. 50여년 간 영화계에서 활동하며 25편의 영화를 연출했으며, 특정 장르에만 국한되지 않고 스릴러, 서부, 필름 느와르 등 다양한 장르의 작품을 만들어냈다. 지상에서 영원으로와 사계절의 사나이로 아카데미 감독상 2회 수상자이다.

## 작품 목록
- 내 동생은 말과 이야기한다 (1948년)
- 사나이들 (1950년)
- 하이 눈 (1952)
- 지상에서 영원으로 (1953)
- 오클라호마 (1955)
- 빗물 가득 (1957)
- 파계 (1959)
- 사계절의 사나이 (1966)
- 자칼의 날 (1973)
- 줄리아 (1977)
- 파이브 데이즈 원 썸머 (1982)

이 외에도 일요일의 사람들(1930년), 더 웨이브(1936년), 세븐스 크로스(1944년), 수색(1948년), 액트 오브 바이올런스(1948년), 맨(1950년), 테레사(1951년), 벤지(1951년), 결혼 멤버(1952년), 비루먹은 말을 봐라(1964년), 손들어(1967년) 등 22편의 영화를 연출했다.

## 수상 내역
- 제24회 미국 아카데미 시상식 단편다큐멘터리상 (1952년)
- 제18회 뉴욕 영화 비평가 협회상 감독상 (1952년)
- 제19회 뉴욕 영화 비평가 협회상 감독상 (1953년)
- 제26회 미국 아카데미 시상식 감독상 (1954년)
- 제6회 미국 감독 조합상 감독상 영화부문 (1954년)
- 제11회 골든 글로브 시상식 감독상 (1954년)
- 제21회 베니스국제영화제 FIPRESCI상 (1957년)
- 제21회 베니스국제영화제 OCIC상 (1957년)
- 제7회 산세바스티안국제영화제 황금조개상 (1959년)
- 제25회 뉴욕 영화 비평가 협회상 감독상 (1959년)
- 제31회 뉴욕 영화 비평가 협회상 감독상 (1966)
- 제39회 미국 아카데미 시상식 감독상 (1967년)
- 제24회 골든 글로브 시상식 감독상 (1967년)
- 제19회 미국 감독 조합상 감독상 영화부문 (1967년)
- 제21회 영국 아카데미 시상식 알렉산더 코다 상 (1968년)
- 제21회 영국 아카데미 시상식 작품상 (1968년)
- 제22회 미국 감독 조합상 공로상 (1970년)
- 제36회 베를린국제영화제 베를린카메라상 (1986년)